# Importaciones Hiraoka
Importaciones Hiraoka S.A.C, conocida simplemente como Hiraoka, es una empresa familiar peruana dedicada a la distribución de electrodomésticos, fundada el 9 de septiembre de 1964. Es una de las cadenas de venta de artículos de electrónica más importantes del Perú.

## Historia
El nombre Hiraoka viene de un apellido japonés; es el apellido de Carlos Chiyoteru Hiraoka, nacido en el año de 1914 en la ciudad de Kumamoto (Kyushu, Japón). Llegó al Perú solamente de visita, sin embargo su hermano logró convencerlo para quedarse y buscar un futuro como odontólogo en el país andino.
Hiraoka llegó al Perú con herramientas odontológicas, pero tras unos pequeños trabajos en la capital no tuvo otra opción que ir a Ayacucho como administrador y fue ahí donde aprendió el manejo del comercio y administración.
En 1964 Carlos Hiraoka llegó a Lima donde pudo conseguir un puesto en la esquina de la avenida Abancay donde el éxito no llegó tan fácilmente; en los primeros cinco años se probó distintos rubros, vendió importaciones de plástico, luego fue un bazar, tienda de regalos, juguetería y útiles de escritorio.
Los electrodomésticos llegaron de manera casual en uno de los viajes al extranjero del Sr. Hiraoka donde un judío-europeo importador de radios le propuso venderlos en su tienda; gracias a dichas ventas se dio la expansión de la empresa con más sucursales hasta llegar a tener una marca llamada Miray, vigente hasta la actualidad.
En 1984 se inauguró una segunda tienda en la Av. Petit Thouars, en el distrito de Miraflores. Esta tienda sufrió un atentado terrorista en noviembre de 1993, ocasionado por Sendero Luminoso.
En 1996 abrió la tienda de la Av. La Marina en el distrito de San Miguel y en 2005 la tienda de la Av. Carlos Izaguirre en una zona disputada entre los distritos de San Martín de Porres e Independencia.

## Actualidad
Actualmente la cadena tiene cuatro locales en puntos importantes de Lima, la capital peruana, siendo considerada en el ámbito popular como el símbolo de la venta de electrodomésticos y artefactos en el Perú. En el 2019, inicia el servicio de venta en línea en su página web y se anuncia la apertura de dos nuevas tiendas para el 2022 en Lima Sur y Lima Este.
En el año 2020 ha sido elegida como el Mejor eCommerce en Retail en los Premios Nacionales eCommerce organizado por la Cámara de Comercio de Lima.  